# Sargis Sargsian
Sargis Sargsian (* 3 de junio de 1973) es un tenista profesional retirado armenio, nacido en Ereván. Ganó dos títulos ATP en dobles (en 2003) y uno en individuales (en 1997).

## Torneos ATP (3; 1+2)

### Individuales (1)

#### Títulos
| Leyenda                |
| Grand Slam (0)         |
| Tennis Masters Cup (0) |
| ATP Masters Series (0) |
| ATP Tour (1)           |

| N.º | Fecha              | Torneo  | Superficie | Oponente en la final | Resultado   |
| --- | ------------------ | ------- | ---------- | -------------------- | ----------- |
| 1.  | 7 de julio de 1997 | Newport | Hierba     | Brett Steven         | 7-6 4-6 7-5 |

#### Finalista (2)
| N.º | Fecha                    | Torneo          | Superficie | Oponente en la final | Resultado  |
| --- | ------------------------ | --------------- | ---------- | -------------------- | ---------- |
| 1.  | 29 de septiembre de 2003 | Moscú           | Carpeta    | Taylor Dent          | 6-7(5) 4-6 |
| 2.  | 20 de octubre de 2003    | San Petersburgo | Cemento    | Gustavo Kuerten      | 4-6 3-6    |

### Dobles (2)

#### Títulos
| Leyenda                |
| Grand Slam (0)         |
| Tennis Masters Cup (0) |
| ATP Masters Series (0) |
| ATP Tour (2)           |

| N.º | Fecha                   | Torneo     | Superficie    | Pareja             | Oponentes en la final      | Resultado   |
| --- | ----------------------- | ---------- | ------------- | ------------------ | -------------------------- | ----------- |
| 1.  | 28 de julio de 2003     | Washington | Dura          | Yevgeny Kafelnikov | Chris Haggard Paul Hanley  | 7-5 4-6 6-2 |
| 2.  | 8 de septiembre de 2003 | Bucarest   | Tierra batida | Karsten Braasch    | Simon Aspelin Jeff Coetzee | 7-6(7) 6-2  |